# 19384 Вінтон
19384 Вінтон (19384 Winton) — астероїд головного поясу, відкритий 6 лютого 1998 року.
Тіссеранів параметр щодо Юпітера — 3,641.